# Sant Martí de Guardiola
Sant Martí de Guardiola és una església de Guardiola al municipi de Vilanova de l'Aguda (Noguera) inclosa a l'Inventari del Patrimoni Arquitectònic de Catalunya.

## Descripció
Església de planta rectangular feta amb carreus de pedra. Té una nau, de petites dimensions. La façana és de construcció molt senzilla, amb una porta central en arc de mig punt adovellat i un escut esculpit al capdamunt. Damunt de la porta d'accés hi ha una petita finestra rectangular. Sobre el mur s'aixeca una espadanya amb dos arcs, amb una sola campana. La paret de l'altar major dona al cementiri.

## Història
L'església de Sant Martí fou construïda durant el segle xvii, com a sufragània. Al llarg dels anys s'han anat fent obres per procurar conservar-la.